# 陸奥国司
陸奥国司（むつこくし）は、陸奥国の国司のことである。701年から775年までは、陸奥守、陸奥介、陸奥大掾、陸奥少掾、陸奥大目、陸奥少目の各1人を定員とした。775年に小目が2人に増えた。

## 律令による官位相当と定員
陸奥国は大国であり、養老律令の官位令が定める大国の官位相当は守が従五位上、介が正六位下、大掾が正七位下、少掾が従七位上、大目が従八位上、少目が従八位下である。職員令が定める大国の定員は、守から少目まで各1人、計6人である。但し、宝亀6年（775年）には少目2員と増員している。。
国司には含まれない史生の大国における定員は養老令で3人だが、延喜式では5人である。他に国博士1人、国医師1人、学生50人、医生10人が定員として置かれた。

## 歴史

### 8世紀（平安時代初期まで）
陸奥国は面積が広く、郡の数も飛び抜けて多い。かつ陸続きで蝦夷に接する辺境で、軍事的衝突が頻繁におきるため、律令が定める特例が多い。
通常守と介は国内の行政・司法・軍事を管掌するが、蝦夷と対峙する陸奥国・出羽国・越後国では、饗給、征討、斥候も掌った。饗給は養老令の用語で、大宝律令では撫慰と書かれていた。饗給・慰撫は、恭順を示した蝦夷と儀礼的な会食を行い、食糧や衣類を与え、服属関係を固めることである。征討は国境をこえた軍事行動である。同じ辺境でも西国の国司の場合は、征討のかわりに防守、饗給ではなく蕃客（外国使節の接待）と帰化である。国家を形成しない蝦夷集団を相手にする陸奥国司は、自らの判断で征討に出ることが許されており、蝦夷との服属関係を維持することも期待されていた。
陸奥国と出羽国の軍事・行政を統一指導するために、養老4年（720年）頃に陸奥按察使が置かれ、これと前後して鎮守将軍も任命された。彼らは陸奥国府にあり、それぞれ行政と軍事において陸奥・出羽両国司の上に立った。陸奥按察使や鎮守将軍を陸奥守が兼任することもあったが、陸奥守と鎮守副将軍の兼任例もあり、官の上下関係としては陸奥国司のほうが下である。辺要重視の反映か、これらの官職の在任期間は他国と比べて長い傾向にある。

### 9世紀から12世紀（平安時代中・後期）
9世紀初めに現在の岩手県を征服すると、陸奥国の領域もそれにともなって北に拡張した。しかし新領土には従来国府にあった鎮守府が移転し、国司ではなく鎮守府の官人が支配した。これ以降の鎮守府は、陸奥国の上ではなく、同格でやや下に位置づけられた。
一方、陸奥按察使は、遥任を前提にして中央の公卿が任命されるようになり、陸奥守との兼任はなくなった。陸奥守との上下関係は実質をともなわなくなった。
軍事重視の陸奥守・介任命は9世紀以降も引き続くが、9世紀の守・介には大伴改め伴氏のほか坂上田村麻呂を出した坂上氏、小野氏が目だち、藤原氏の比重も高まる。10世紀に入ると伴氏などは消え、藤原氏と桓武平氏が多数を占めた。
清和源氏がはじめて見えるのは10世紀末の源満政で、源頼義・義家父子が11世紀半ばに陸奥守になって前九年の役と後三年の役を戦った。清和源氏は系図で陸奥守と記される者が多いが、他の史料で就任が確認できるのはその3人と義家の弟義綱だけで、12世紀を通じて陸奥国に縁がなかった。結局、平安後期の陸奥守・介で一番多いのは藤原氏である。
奥州土着の勢力である安部氏・（出羽）清原氏は、もっぱら鎮守府の管轄になる陸奥国の北部で力をふるったが、その威勢は地域的に局限され、中部以南における陸奥国司の職権を根本的に脅かすものではなかった。しかし奥州藤原氏、特に藤原秀衡の勢威は陸奥国司の権限浸食まで及んだ。秀衡は数年間鎮守府将軍、陸奥守だったが、免官の後も実質的な奥羽の支配者として君臨した。ただその支配の程度については、軍事警察分野にとどまるという説から、行政権も奥州藤原氏の本拠である平泉に移転したとみる説まで分かれる。

### 中世
秀衡の死後、奥州藤原氏は源頼朝に討たれ、鎌倉幕府が成立すると、陸奥守は北条氏や安達氏など有力御家人が務める栄職とされた。
鎌倉幕府滅亡後は、後醍醐天皇の時代には親王任国となっていたため、後の後村上天皇となる義良親王が陸奥国府に入り（奥州将軍府）、北畠顕家が陸奥大介鎮守府大将軍を務め、奥州勢を率いて足利尊氏の勢力と対戦を繰り返した。
戦国時代には島津貴久や毛利元就、武田信虎などが任ぜられた。

### 近世
朝廷によって陸奥守が任命されていた一方で、武家官位としての陸奥守職は伊達政宗以降、伊達家当主・仙台藩主に与えられるのが慣例となり、代々伊達氏が世襲し幕末まで続いた。

## 人物
以下、任免の年月日、その時の位階、兼任する官があればその官、かっこ内に典拠とした史料の順で並べる。任は任官、免は免官、没は死亡、見はその時点でその官にあったことが見えるという意味で、在任・兼任がいつから、あるいはいつまでかを推測する手がかりとなるものである。複数回見える場合、その始点か終点にはさまれた時点は採録しない。系図等の不確実な史料にもとづくものや、推定説には?を付けた。日付は基本的に旧暦である。

### 陸奥太守
南朝において、親王任国制が取られた時に、陸奥守の代わりに置かれた官職。
- 義良親王（後の後村上天皇）　延元元年/建武3年（1336年）3月10日 - ?（『神皇正統記』）

### 陸奥守
- 上毛野小足（上毛野男足）　 和銅元年（708年）3月13日任、従四位下（続日本紀） - 和銅2年 （709年）4月16日没、従四位下（続日本紀）。
- 上毛野安麻呂　和銅2年（709年）7月1日任、従五位下（続日本紀） 。
- 上毛野広人　養老4年（720年）9月28日没、正五位下、按察使（続日本紀）[† 4]。
- 大野東人?[† 5]
- 百済王敬福　天平15年（743年）6月30日任、従五位下（続日本紀）。
- 石川年足　天平18年（747年）4月4日?任、正五位下、（続日本紀、公卿補任）[† 6]。
- 百済王敬福　天平18年（746年）9月14日任、従五位下（続日本紀） - 天平勝宝元年（749年）4月22日見、従三位（続日本紀） - 天平勝宝2年（750年）5月14日免?、従三位（続日本紀）[† 7]。
- 佐伯全成　天平勝宝4年（752年）5月5日任、従五位上?（続日本紀）[† 8] - 天平宝字9年（757年）6月見、従五位上、鎮守副将軍を兼任（続日本紀） - 7月没（続日本紀）[8]。
- 藤原朝狩　天平宝字元年（757年）7月8日任、従五位下（続日本紀）。
- 田中多太麻呂　天平宝字6年（762年）4月1日任、従五位上（続日本紀） - 天平宝字6年（762年）閏12月15日見、従五位上、鎮守副将軍（続日本紀）。
- 田中多太麻呂　天平宝字8年（764年）4月11日任、従五位上 - 天平宝字8年（764年）9月29日見、從四位下、鎮守将軍（続日本紀） - 神護景雲元年（767年）10月15日見、正四位下（続日本紀）。
- 石川名足　天平神護3年（767年）1月11日任、正五位下、鎮守府将軍（公卿補任）[† 9]。
- 石川名足　神護景雲3年（769年）8月19日任、正五位上（続日本紀）
- 佐伯美濃　宝亀2年（771年）閏3月1日任、従四位下、鎮守将軍（続日本紀）。
- 大伴駿河麻呂　宝亀4年（773年）4月任、鎮守府将軍（公卿補任） - 同年7月21日見、正四位下、鎮守将軍、按察使（続日本紀）[† 10]。
- 紀広純　宝亀8年（777年）5月27日見、正五位下、按察使（続日本紀） - 宝亀11年（780年）3月22日没、按察使・参議（続日本紀）[† 11]。
- 大伴益立　宝亀11年（780年）3月29日任、正五位上、征東副使（続日本紀）。
- 紀古佐美　天応元年（781年）5月27日任、従五位上（続日本紀）。
- 内蔵全成　天応元年（781年）9月8日任、正五位下（続日本紀） - 天応元年（781年）12月1日見、鎮守副将軍。
- 大伴家持　延暦元年（782年）任（公卿補任）[† 12]
- 多治比宇美　延暦4年（785年）1月15日任、従五位下（続日本紀）。
- 多治比浜成　延暦9年（790年）3月9日任、従五位下、陸奥按察使（続日本紀）[† 13]。
- 坂上田村麻呂　延暦15年（800年）1月25日任、従四位下、陸奥出羽按察使（公卿補任） - 同年11月6日見、従四位上、陸奥出羽按察使・鎮守府将軍（日本紀略） - 延暦21年（806年）従三位、中将、征夷大将軍、陸奥出羽按察使（公卿補任）
- 佐伯清岑、弘仁2年（811年）3月20日見、従五位上（日本後紀）。
- 佐伯耳麻呂、弘仁3年（812年）1月12日任、正五位下（日本後紀）。
- 小野岑守　弘仁6年（815年）1月10日任、従五位上（日本後紀）。
- 坂上当道　天安3年（貞観元年、859年）1月13日任、従五位下（日本三代実録）。
- 良岑経世　貞観9年（867年）1月12日任、従五位上（日本三代実録）。
- 小野春枝（権守）　貞観12年（870年）3月27日任、従五位上（日本三代実録）。
- 安倍貞行　貞観14年（874年）7月13日見、正五位下[† 14]（日本三代実録） - 貞観15年（875年）9月23日見、正五位下（類聚三代格[9]）。
- 平維扶
- 平貞盛
- 藤原実方（995年〈正暦6年〉～）
- 源満政
- 源忠重
- 藤原登任
- 源頼義
- 藤原良経
- 源頼俊
- 源義家
- 藤原基家　寛治2年（1088年）1月25日任（後二条師通記） - 寛治7年（1093年）9月死（後二条師通記）[† 15]。
- 源義綱　寛治7年（1093年）10月18日任（中右記）[10] - 嘉保元年（1094年）免[11]。
- 源有宗[12]
- 源国俊 - 赴任せず。承徳3年（1099年）死[12]
- 藤原実宗 康和元年（1099年）任[12]
- 藤原基頼 康和5年（1103年）任[12] - 天仁元年（1108年）12月重任（中右記）[13]
- 橘以綱 永久元年（1113年）任[12]
- 源家俊[12]
- 藤原良兼[12]
- 源信雅[12]
- 源顕俊[12]
- 藤原師綱 保延元年（1135年）任 - 康治2年（1143年）[12]
- 藤原基成 康治2年（1143年）任 - 仁平3年（1153年）免[14]
- 藤原隆親 仁平3年（1152年）任（本朝世記） - 保元2年（1157年）免[15]
- 藤原信説 保元2年（1157年）5月18日見（兵範記） - 保元2年（1157年）9月[15]
- 藤原雅隆 保元2年（1157年）9月任[15]
- 藤原範季 安元2年（1176年）1月30日任、正五位下（玉葉・公卿補任） - 治承3年（1179年） [15]
- 藤原実雅 治承3年（1179年）任[15]
- 藤原秀衡 養和元年（1181年〉8月15日任（玉葉） - 寿永3年（1184年）[16]
- 大江広元（1216年〈建保4年〉1月27日～1216年〈建保4年〉11月10日）
- 北条義時（1217年〈建保5年〉12月12日～1223年〈貞応元年〉8月16日）従四位下
- 足利義氏（1224年〈貞応2年〉～
- 北条重時（1249年〈建長元年〉6月14日～1256年〈康元元年〉3月11日）従四位上
- 北条政村（1256年〈康元元年〉4月5日～1257年〈正嘉元年〉6月12日）従四位下
- 足利泰氏
- 北条時茂（1267年〈文永4年〉10月23日～1270年〈文永7年〉1月27日）従五位下
- 北条時村（1270年〈文永7年〉7月8日～1282年〈弘安5年〉7月14日）従五位下
- 安達泰盛（1282年〈弘安5年〉7月14日～1284年〈弘安7年〉4月4日）秋田城介兼務。
- 北条業時（1284年〈弘安7年〉8月8日～1287年〈弘安10年〉6月18日）正五位下
- 北条（大仏）宣時（1289年〈正応2年〉6月23日～1301年〈正安3年〉9月4日）
- 北条宗宣（1301年〈正安3年〉9月27日～1312年〈正和元年〉5月29日）従四位下
- 北条（大仏）維貞（1314年〈正和3年〉10月21日～1326年〈嘉暦元年〉10月10日）正五位下
- 北条（大仏）貞直（ ～1333年〈元弘3年〉5月22日）
- 北畠顕家（ 1334年～）従三位 義良親王が陸奥太守となると陸奥大介に転任
- 島津氏久
- 島津元久
- 島津久豊
- 島津忠国
- 島津立久（1470年から1474年〈文明6年〉4月まで）
- 島津忠昌
- 三浦義同従四位下
- 武田信虎従五位下
- 大舘晴光
- 毛利元就（1560年〈永禄3年〉2月15日～1571年〈元亀2年〉6月14日）従四位下→従四位上
- 島津勝久
- 島津貴久（1564年から1571年まで）
- 佐々成政（1536年〈天文5年〉2月6日（1月15日?） - 1588年〈天正16年〉7月7日（閏5月14日）までの間のいずれか）

### 陸奥大介
南朝において、親王任国制が取られた時に、陸奥介の代わりに置かれた官職。
- 北畠顕家 延元元年/建武2年（1336年）3月10日 - 延元3年/建武5年5月22日（1338年6月10日）従二位権大納言兼鎮守府大将軍、元陸奥守（任官日は『神皇正統記』、死没日は『公卿補任』）

### 陸奥介
- 大伴益立　天平宝字6年（762年）4月1日任、従五位下、鎮守副将軍（続日本紀）。
- 笠道引　宝亀2年（771年） 7月23日任、従五位下（続日本紀）
- 上毛野稲人　宝亀5年（774年） 3月5日任、従五位上（続日本紀）
- 入間広成　天応2年（延暦元年、782年）6月17日任、外従五位下（続日本紀）。
- 佐伯葛城　延暦6年（787年）2月5日任、従五位下（続日本紀）。
- 藤原葛野麻呂　延暦6年（787年）2月25日任、従五位下（続日本紀）。
- 文室大原　延暦10年（791年）1月22日任、従五位下（続日本紀）。
- 巨勢野足　延暦11年（792年）9月27日任、従五位下、鎮守副将軍（公卿補任）。
- 百済王教俊　大同3年（808年）6月9日任、従五位下、鎮守将軍（日本後紀）。
- 坂上大野（権介）　大同3年（808年）6月9日任、従五位下、鎮守将軍（日本後紀）。
- 坂上鷹養　弘仁2年（811年）3月20日見、従五位下（日本後紀）。
- 甘南備高継　弘仁6年（815年）1月10日任、従五位下（日本後紀）。
- 伴春宗　天安3年（貞観元年、859年）1月13日任、従五位下（日本三代実録）。
- 文屋甘楽麻呂　貞観5年（863年）2月16日任、従五位下（日本三代実録）。
- 伴春宗　貞観7年（865年）1月27日任、従五位下（日本三代実録）。
- 御春峯能（権介）　貞観8年（866年）1月7日見、正六位上から従五位下（日本三代実録）。
- 小野春枝　貞観12年（870年）1月25日任、従五位上 - 同年3月27日免、権守に昇任（日本三代実録）。
- 御春峯能　貞観12年（870年）3月27日任、従五位下、鎮守将軍（日本三代実録）。

- 源満実

### 陸奥大掾
- 日下部大麻呂 - 天平9年（737年）4月14日見（続日本紀）。
- 藤井松重 - 嘉慶1年（1387年）1月28日見（実冬公記）

### 陸奥大目
- 物部長頼[† 16]

### 陸奥少目

#### 武家官位の陸奥守
- 島津家久（1604年〈慶長9年〉6月～1617年〈元和3年〉7月18日）正四位下左近衛少将兼任。
- 伊達政宗（1608年〈慶長13年〉1月～1615年（元和元>6月19日）従四位下右近衛権少将兼任。
- 伊達忠宗（1639年〈寛永16年〉4月14日～1658年〈万治元年〉7月12日）従四位下右近衛権少将兼任。
- 伊達綱宗（1658年〈万治元年〉閏12月27日～1669年〈寛文9年〉12月20日）従四位下左近衛権少将兼任。
- 伊達綱村（1669年〈寛文9年〉～1703年〈元禄16年〉8月29日）従四位下左近衛権少将兼任→従四位上左近衛権中将兼任。
- 伊達吉村（1703年〈元禄16年〉8月29日～1743年〈寛保3年〉7月25日）従四位下侍従兼任→従四位上左近衛権中将兼任。
- 伊達宗村（1743年〈寛保3年〉7月25日～1756年〈宝暦6年〉5月26日）従四位下左近衛権少将兼任→従四位上左近衛権中将
- 伊達重村（1756年〈宝暦6年〉7月18日～1790年〈寛政2年〉）従四位下侍従兼任→従四位上左近衛権中将兼任。
- 伊達斉村（1790年〈寛政2年〉6月25日～1796年〈寛政8年〉8月12日）従四位下侍従兼任→従四位下左近衛権少将兼任。
- 伊達斉宗（1812年〈文化9年〉3月15日～1819年〈文政2年〉5月24日）従四位下左近衛権少将兼任。
- 伊達斉義（1819年〈文政2年〉8月11日～1827年〈文政10年〉11月27日）従四位下左近衛権少将兼任。
- 伊達斉邦（1828年〈文政11年〉2月～1841年〈天保12年〉7月24日）従四位下左近衛権少将兼任→従四位上左近衛権中将
- 伊達慶邦（1841年〈天保12年〉9月15日～1868年〈慶応4年〉）従四位下侍従兼任→正四位下左近衛権中将